# Élections cantonales françaises de 1970
Des élections cantonales sont organisées en France les 8 et 15 mars 1970.

## Résultats

### Analyse
Le taux d'abstention s'élève à 38,22 %.
Une progression des gaullistes se dessine, dans un scrutin traditionnellement promis aux socialistes et radicaux.
Beaucoup de divers gauche ainsi que certains socialistes préfèrent s'allier avec le centre, et quelquefois avec même l'UDR, contre le PC. La plupart se retrouvent en 1976 dans la majorité giscardienne.

### Résultats nationaux
| Partis politiques ou coalitions | Partis politiques ou coalitions               | Premier tour | Premier tour | Premier tour | Second tour | Second tour | Second tour | Total      | Total |
| Partis politiques ou coalitions | Partis politiques ou coalitions               | Voix         | %            | Sièges       | Voix        | %           | Sièges      | Total      | Total |
| ------------------------------- | --------------------------------------------- | ------------ | ------------ | ------------ | ----------- | ----------- | ----------- | ---------- | ----- |
|                                 | Parti communiste français (PC)                | 2 014 975    | 23,84        | 67           | 948 191     | 21,17       | 77          | 144 (+ 13) |       |
|                                 | Parti socialiste (PS)                         | 1 250 083    | 14,80        | 131          | 840 176     | 18,76       | 132         | 263 (- 13) |       |
|                                 | Divers gauche (DVG)                           | 889 693      | 10,52        | 171          | 483 814     | 10,80       | 121         | 292 (- 31) |       |
|                                 | Parti socialiste unifié (PSU)                 | 265 664      | 3,14         | 11           | 66 376      | 1,48        | 11          | 22 (+ 2)   |       |
|                                 | Gauche parlementaire                          | 4 420 415    | 52,31        | 380          | 2 338 557   | 52,23       | 341         | 721 (- 29) |       |
|                                 |                                               |              |              |              |             |             |             |            |       |
|                                 | Union des démocrates pour la République (UDR) | 1 321 702    | 15,64        | 131          | 796 506     | 17,78       | 75          | 206 (+ 39) |       |
|                                 | Modérés soutenant la majorité (Mod maj)       | 1 464 014    | 17,32        | 211          | 561 110     | 12,53       | 76          | 287 (+ 12) |       |
|                                 | Modérés dans l'opposition (Mod opp)           | 1 464 014    | 17,32        | 67           | 152 378     | 3,40        | 29          | 96 (- 17)  |       |
|                                 | Centre démocrate (CD)                         | 620 665      | 7,34         | 82           | 335 671     | 7,49        | 59          | 141 (- 7)  |       |
|                                 | Centre démocratie et progrès (CDP)            | 150 004      | 1,77         | 26           | 63 805      | 1,42        | 16          | 42 (+ 2)   |       |
|                                 | Républicains indépendants (RI)                | 435 950      | 5,15         | 74           | 218 114     | 4,87        | 36          | 110 (+ 5)  |       |
|                                 | Droite parlementaire                          | 3 992 335    | 47,25        | 591          | 2 127 584   | 47,52       | 291         | 882 (+34)  |       |
|                                 |                                               |              |              |              |             |             |             |            |       |
|                                 | Extrême droite (EXD)                          | 37 002       | 0,43         | 5            | -           | –           | –           | 5 (?)      |       |
|                                 |                                               |              |              |              |             |             |             |            |       |
| Inscrits                        | Inscrits                                      | 14 114 672   | 100,00       |              | 7 612 458   | 100,00      |             |            |       |
| Abstention                      | Abstention                                    | 5 395 928    | 38,22        |              | 2 966 035   | 38,96       |             |            |       |
| Votants                         | Votants                                       | 8 718 744    | 61,78        |              | 4 646 423   | 61,04       |             |            |       |
| Blancs et nuls                  | Blancs et nuls                                | 268 992      | 1,91         |              | 168 755     | 2,22        |             |            |       |
| Exprimés                        | Exprimés                                      | 8 449 752    | 98,09        |              | 4 477 668   | 97,78       |             |            |       |